# Ninh Phước
Ninh Phước là một xã thuộc tỉnh Khánh Hòa, Việt Nam.

## Lịch sử
Ngày 16 tháng 6 năm 2025, Ủy ban Thường vụ Quốc hội ban hành Nghị quyết số 1667/NQ-UBTVQH15 về việc sắp xếp các đơn vị hành chính cấp xã của tỉnh Khánh Hòa năm 2025 (nghị quyết có hiệu lực từ ngày 16 tháng 6 năm 2025). Theo đó, hợp nhất thị trấn Phước Dân, xã Phước Thuận và xã Phước Hải thành xã Ninh Phước.

## Địa lý
Xã Ninh Phước có ranh giới với các xã, phường:
- Phía Bắc giáp phường Bảo An và xã Phước Hậu
- Phía Nam giáp xã Thuận Nam
- Phía Đông giáp phường Phan Rang và xã Phước Dinh
- Phía Tây giáp xã Phước Hữu

Xã có diện tích 65,36 km², dân số năm 2025 là 70.203 người, mật độ dân số đạt 1.074 người/km².